# Campionati universitari europei di pallacanestro
I campionati universitari europei di pallacanestro sono un torneo continentale tra squadre universitarie di pallacanestro, organizzati dalla EUSA sin dal 2001. Sono stati i primi ad essere inseriti nel programma insieme ai campionati di pallavolo.
Si disputa sia il torneo maschile che il torneo femminile.
Nel 2023, la squadra maschile dell'Università di Bologna ha vinto il suo quarto titolo maschile nelle ultime cinque edizioni. Proprio Bologna ospiterà dal 6 al 13 luglio l'edizione del 2025, per la prima volta in Italia.

## Albo d'oro

### Campionati maschili
Il numero di paesi, squadre e atleti si riferisce complessivamente ai tornei maschili e femminili.
|      | Sede                         | Paesi | Squadre | Atleti | Maschile                                | Maschile                                    | Maschile                                    | Note   |
| Oro  | Sede                         | Paesi | Squadre | Atleti | Argento                                 | Bronzo                                      |                                             | Note   |
| ---- | ---------------------------- | ----- | ------- | ------ | --------------------------------------- | ------------------------------------------- | ------------------------------------------- | ------ |
| 2001 | Aveiro Portogallo            | 6     | 8       | *      | University of Maribor Slovenia          | Technical University of Lisbon Portogallo   | University of Oxford Regno Unito            | [ 3 ]  |
| 2002 | Koper Slovenia               | 12    | 22      | *      | University of Athens Grecia             | University of Primorska I Slovenia          | University of Maribor Slovenia              | [ 4 ]  |
| 2003 | Novi Sad Serbia              | 13    | 19      | *      | University of Belgrade Serbia           | University of Zagreb Croazia                | University of Athens Grecia                 | [ 5 ]  |
| 2004 | Mulhouse Francia             | 19    | 11      | *      | University of Ljubljana Slovenia        | Frederick Institute of Technology Cipro     | Université de Haute Alsace Mulhouse Francia | [ 6 ]  |
| 2005 | Gorzów Wielkopolski Polonia  | 12    | 20      | *      | Bahçeşehir University Turchia           | University of Niš Serbia                    | Technical University of Częstochowa Polonia | [ 7 ]  |
| 2006 | Guimaraes Portogallo         | 13    | 28      | 389    | University of Vytatutas Magnus Lituania | University of Ljubljana Slovenia            | University of Šiauliai Lituania             |        |
| 2007 | Ginevra Svizzera             | 15    | 24      | 320    | Vytautas Magnus University Lituania     | Aristotle University of Thessaloniki Grecia | University of Kragujevac Serbia             |        |
| 2008 | Novi Sad Serbia              | 16    | 31      | 417    | Vytautas Magnus University Lituania     | University of Belgrade Serbia               | Frederick University Cipro                  |        |
| 2009 | Heraklion Grecia             | 16    | 27      | 371    | University of Ljubljana Slovenia        | Engecon Cherepovets Russia                  | Bahçeşehir University Turchia               |        |
| 2010 | Poznań Polonia               | 15    | 27      | 386    | Vytautas Magnus University Lituania     | University of Pushkin Russia                | Università di Bologna Italia                |        |
| 2011 | Córdoba Spagna               | 12    | 30      | 406    | Vytautas Magnus University Lituania     | Leningrad State University Russia           | Fatih University Turchia                    |        |
| 2012 | EUG Córdoba Spagna           | 15    | 28      | 371    | Vytautas Magnus University Lituania     | University of Split Croazia                 | Poznań University of Technology Polonia     |        |
| 2013 | Split Croazia                | 14    | 28      | *      | University of Split Croazia             | University of Fatih Turchia                 | University of Belgrade Serbia               |        |
| 2014 | EUG, Rotterdam Paesi Bassi   | 14    | 24      | 333    | Mykolas Romeris University Lituania     | Fatih University Turchia                    | University of Nis Serbia                    |        |
| 2015 | Koper Slovenia               | *     | *       | *      | *                                       | *                                           | *                                           |        |
| 2016 | EUG, Zagreb & Rijeka Croazia | *     | *       | *      | *                                       | *                                           | *                                           |        |
| 2017 | Miskolc Ungheria             | *     | *       | *      | Università di Bologna Italia            | Università di Siviglia Spagna               | Maria Curie - Sklodowska University Polonia | [ 8 ]  |
| 2019 | Poznan Polonia               |       |         |        | Università di Bologna Italia            | Beykent University Turchia                  | Vytautas Magnus University Lituania         | [ 9 ]  |
| 2023 | Aveiro Portogallo            |       |         |        | Università di Bologna Italia            | Vytautas Magnus University Lituania         | Università di Siviglia Spagna               | [ 10 ] |

### Campionati femminili
Il numero di paesi, squadre e atleti si riferisce complessivamente ai tornei maschili e femminili.
|      | Sede                         | Paesi | Squadre | Atleti | Femminile                                                               | Femminile                                                               | Femminile                                             | Note   |
| Oro  | Sede                         | Paesi | Squadre | Atleti | Argento                                                                 | Bronzo                                                                  |                                                       | Note   |
| ---- | ---------------------------- | ----- | ------- | ------ | ----------------------------------------------------------------------- | ----------------------------------------------------------------------- | ----------------------------------------------------- | ------ |
| 2001 | Aveiro Portogallo            | 6     | 8       | *      | University of Novi Sad Serbia                                           | Lille University Francia                                                | Aveiro University Portogallo                          | [ 3 ]  |
| 2002 | Koper Slovenia               | 12    | 22      | *      | University of Novi Sad Serbia                                           | University of Ljubljana Slovenia                                        | Zaporizhzhia Institute of State and Municipal Ucraina | [ 4 ]  |
| 2003 | Novi Sad Serbia              | 13    | 19      | *      | University of Novi Sad Serbia                                           | Zaporizhzhia Institute of State and Municipal Ucraina                   | University of Athens Grecia                           | [ 5 ]  |
| 2004 | Mulhouse Francia             | 19    | 11      | *      | University of Ljubljana Slovenia                                        | State Vocational School of Higher Education Gorzów Wielkopolski Polonia | University of Cologne Germania                        | [ 6 ]  |
| 2005 | Gorzów Wielkopolski Polonia  | 12    | 20      | *      | University of Ljubljana Slovenia                                        | State Vocational School of Higher Education Gorzów Wielkopolski Polonia | National and Kapodistrian University of Athens Grecia | [ 7 ]  |
| 2006 | Guimaraes Portogallo         | 13    | 28      | 389    | State Vocational School of Higher Education Gorzów Wielkopolski Polonia | University of Córdoba Spagna                                            | University of Ljubljana Slovenia                      |        |
| 2007 | Ginevra Svizzera             | 15    | 24      | 320    | State Vocational School of Higher Education Gorzów Wielkopolski Polonia | University of Ljubljana Slovenia                                        | University of Amsterdam Paesi Bassi                   |        |
| 2008 | Novi Sad Serbia              | 16    | 31      | 417    | Russian State Agricultural University Russia                            | Adam Mickiewicz University of Poznań Polonia                            | University of Belgrade Serbia                         |        |
| 2009 | Heraklion Grecia             | 16    | 27      | 371    | Russian State Agricultural University Russia                            | University of Amsterdam Paesi Bassi                                     | Cologne University Germania                           |        |
| 2010 | Poznań Polonia               | 15    | 27      | 386    | University of Belgrade Serbia                                           | Istanbul University Turchia                                             | Russian State Agricultural University Russia          |        |
| 2011 | Córdoba Spagna               | 12    | 30      | 406    | Russian State Agricultural University Russia                            | Adam Mickiewicz University in Poznań Polonia                            | University of Mainz Germania                          |        |
| 2012 | EUG Córdoba Spagna           | 15    | 28      | 371    | Adam Mickiewicz University in Poznań Polonia                            | University of Belgrade Serbia                                           | Lithuanian Academia of Physical Education Lituania    |        |
| 2013 | Split Croazia                | 14    | 28      | *      | University of Belgrade Serbia                                           | University of Bochum Germania                                           | University of Split Croazia                           |        |
| 2014 | EUG, Rotterdam Paesi Bassi   | 14    | 24      | 333    | University of Strasbourg Francia                                        | University of Geneva Svizzera                                           | University of Bochum Germania                         |        |
| 2015 | Koper Slovenia               | *     | *       | *      | *                                                                       | *                                                                       | *                                                     |        |
| 2016 | EUG, Zagreb & Rijeka Croazia | *     | *       | *      | *                                                                       | *                                                                       | *                                                     |        |
| 2017 | Miskolc Ungheria             | *     | *       | *      | University of Strasbourg Francia                                        | Singidunum University Serbia                                            | Hungarian University of Sports Science Ungheria       | [ 8 ]  |
| 2019 | Poznan Polonia               | *     | *       | *      | University of Strasbourg Francia                                        | Università di Vienna Austria                                            | Università di Pitesti Romania                         | [ 9 ]  |
| 2023 | Aveiro Portogallo            |       |         |        | Università di Vienna Austria                                            | Università di Pitesti Romania                                           | Università di Bologna Italia                          | [ 10 ] |